# Rebecca Saire
Rebecca Saire (Londra, 16 aprile 1963) è un'attrice britannica attiva soprattutto in teatro e televisione, nota per aver interpretato all'età di 14 anni Giulietta nella serie BBC Television Shakespeare.

## Biografia
Rebecca Saire è stata educata alla Watford Grammar School for Girls, che però ha abbandonato all'età di 13 anni per entrare nella Godolphin and Latymer School di Hammersmith.
Dopo essere apparsa in alcune produzioni televisive britanniche, diviene celebre all'età di 14 anni nel 1978, interpretando Giulietta nella trasposizione televisiva della BBC dell'opera di Shakespeare Romeo e Giulietta, all'interno della serie BBC Television Shakespeare.
Nel 1979 interpreta Hettie Carlson, nipote del celebre professor Bernard Quatermass, nella miniserie televisiva di fantascienza Quatermass Conclusion - La Terra esplode, capitolo conclusivo della saga con protagonista lo scienziato britannico. La serie è stata poi condensata in un film cinematografico intitolato The Quatermass Conclusion.
È sposata con l'attore Roger Allam, con cui ha avuto due figli.

## Filmografia

### Cinema
- The Quatermass Conclusion (Quatermass), regia di Piers Haggard (1979)
- Battuta di caccia (The Shooting Party), regia di Alan Bridges (1985)
- We Happy Few, regia di Lone Scherfig (2016)

### Televisione
- The Expert - serie TV (1968)
- Vienna 1900 - serie TV (1973-1974)
- BBC2 Playhouse - serie TV (1976)
- Centre Play - serie TV (1977)
- BBC Television Shakespeare - serie TV (1978)
- Quatermass Conclusion - La Terra esplode (Quatermass), regia di Piers Haggard - miniserie TV (1979)
- Love in a Cold Climate - miniserie TV (1980)
- Shelley - serie TV (1983)
- A.D. - Anno Domini (A.D.) - film TV (1985)
- Starting Out - serie TV (1985-1986)
- Vanity Fair - serie TV (1987)
- A Taste for Death - miniserie TV (1988)
- Casualty - serie TV (1988-1996)
- Jeeves and Wooster - serie TV (1991)
- A Bit of Fry and Laurie - serie TV (1992)
- Metropolitan Police - serie TV (2000-2001)
- Holby City - serie TV (2001)
- L'ispettore Barnaby (Midsomer Murders) - serie TV, episodio 7x03 (2004)
- My Dad's the Prime Minister - serie TV (2003-2004)
- Doctors - soap opera (2003-2009)
- The Tunnel - serie TV (2013)
- The Crucible, regia di Yaël Farber - film TV (2014)
- Jonathan Strange & Mr Norrell - serie TV (2015)
- Il giovane ispettore Morse (Endeavour) - serie TV, episodi 5x04-7x02 (2018-2020)

## Radio

### Attrice
- The People's Princess
- The Experiences of an Irish RM
- The Small Back Room
- Kind Hearts

### Sceneggiatrice
- Standing on Tiptoe, BBC Radio 4
- The Detox, BBC Radio 4
- Clapham Junction (Radio Times - Pick of the Week), BBC Radio 4

## Teatro
- Private Lives (National Theatre)
- Il misantropo (Le Misanthrope ou l'Atrabilaire amoureux, Piccadilly Theatre)
- Un marito ideale (An Ideal Husband, Gielgud Theatre)
- Travesties  (Royal Shakespeare Company and Savoy Theatre)
- Tutto è bene quel che finisce bene (All's Well That Ends Well, Royal Shakespeare Company)
- The School of Night  (Royal Shakespeare Company)
- A Jovial Crew (Royal Shakespeare Company)
- Amleto (Hamlet, Royal Shakespeare Company, 1989)
- Crown Matrimonial (Yvonne Arnaud Theatre/Tour)

## Discografia
- 2003 - Agatha Christie – The Witness For The Prosecution / The Last Seance